# Philip Plickert
Philip Plickert (* 24. September 1979 in München) ist ein deutscher Journalist, Wirtschaftswissenschaftler und Mitglied der Wirtschaftsredaktion der Frankfurter Allgemeinen Zeitung.

## Leben
Nach Abitur und Wehrdienst begann Plickert 1999 an der Ludwig-Maximilians-Universität München ein Studium der Volkswirtschaft. 2001 wechselte er an die London School of Economics and Political Science. 2003 schloss er dort das Studium mit einer Arbeit über Wirtschaftsgeschichte ab. Anschließend forschte er über die ideengeschichtliche Entwicklung des Neoliberalismus und die Mont Pèlerin Society. Das Ergebnis war seine Doktorarbeit bei Joachim Starbatty, mit der er 2007 an der Eberhard Karls Universität Tübingen summa cum laude promoviert wurde. Er war Graduiertenstipendiat der Hanns-Seidel-Stiftung. Plickert war Lehrbeauftragter für Geschichte der Volkswirtschaftslehre an der Johann Wolfgang Goethe-Universität Frankfurt am Main am Lehrstuhl von Rainer Klump (Professur für VWL, insb. wirtschaftliche Entwicklung und Integration). 2015–2017 unterrichtete er am Zentrum für ökonomische Bildung (ZöBiS) der Universität Siegen.

### Journalismus
Seit 2007 ist Plickert Redakteur der Frankfurter Allgemeinen Zeitung (FAZ). Plickert betreute zehn Jahre lang die Seite „Der Volkswirt“ im FAZ-Wirtschaftsteil. Mitte 2019 wechselte er als Wirtschaftskorrespondent der FAZ für Großbritannien und Irland nach London. Er war Gast in BBC-Sendungen.
Plickert publizierte unter anderem in folgenden Zeitungen und Zeitschriften: Cicero, Das Parlament, Deutschlandradio Kultur, Die Tagespost, eigentümlich frei, Jüdische Allgemeine, Junge Freiheit, Sezession, Liberal, MUT, Neue Zürcher Zeitung, Politische Studien der Hanns-Seidel-Stiftung, Schweizer Monat, Tichys Einblick, Weltwoche. 
Vor der Bundestagswahl 2021 deckte Plickert unrichtige Angaben im Lebenslauf der grünen Kanzlerkandidatin Annalena Baerbock auf, so zum Beispiel, dass sie Mitglied im Hochkommissariat für Flüchtlinge der Vereinten Nationen sei. Diese Angaben musste Baerbock daraufhin korrigieren.
Im Jahr 2022 warf Plickert auf Twitter dem ZDF fälschlicherweise eine Bildmanipulation um eine wehende Regenbogenfahne vor dem Kanzleramt vor. Nach wütender Kritik aus der Medienbranche entschuldigte er sich für seinen Fehler.

### Mitgliedschaften
Plickert ist Mitglied der Hayek-Gesellschaft und stellvertretender Vorsitzender des Hayek-Clubs Frankfurt. Er ist Mitglied des Kuratoriums von Econwatch-Gesellschaft für Politikanalyse. Seit seiner Studienzeit ist er Mitglied der Münchener Burschenschaft Arminia-Rhenania.

### Privates
Plickert ist verheiratet und hat drei Söhne.

## Publikationen

### Buch „Wandlungen des Neoliberalismus (2008)“
Inhalt
In seiner Dissertation stellt Plickert die Entstehung des Neoliberalismus in der Entwicklung und Ausstrahlung der Mont Pelerin Society (MPS) dar. Im ersten Teil zeichnet er die Strömungen des Liberalismus vom 19. Jahrhundert bis zum Ersten Weltkrieg nach. Im Staatsinterventionismus der Weltwirtschaftskrise fand der Liberalismus seinen stärksten Kontrapunkt. Im zweiten Teil wird der Aufbau der MPS als wissenschaftlichen Diskussionsforums dargestellt. Der dritte Teil widmet sich dem Einfluss der neoliberalen Theorien in der praktischen Politik der fünf wichtigsten Wirtschaftsnationen des Westens in den 1950er und 60er Jahren, wobei lediglich der Ordoliberalismus in Westdeutschland die Impulse aufnahm und umsetzte. Der vierte Teil behandelt die wirtschaftspolitische „Gezeitenwende“ Margaret Thatchers und Ronald Reagans.
Rezensionen und wissenschaftliche Einordnungen
Michael von Prollius, Unternehmensberater und Wirtschaftshistoriker beim Think Tank Liberales Institut und ebenso wie Plickert selbst Mitglied der Friedrich A. von Hayek-Gesellschaft, sieht in Philip Plickerts Ideengeschichte des Neoliberalismus „das Potenzial für ein Standardwerk“.
Marcus M. Payk (zum Rezensionszeitpunkt an Uni Stuttgart tätig) urteilt, im Ganzen behandle Plickert seinen Gegenstand durchaus mit Sympathie und deute auf diesem Weg seine eigenen ordnungspolitischen Präferenzen an. Die Untersuchung sei eine gelungene Synthese zwischen einer Ideengeschichte des Liberalismus, einer Geschichte ökonomischer Theoriebildung und einer Geschichte intellektueller Assoziierungsformen darstelle. „Methodisch in konventionellen Bahnen angelegt, überzeugt die Studie gleichwohl durch eine instruktive Verknüpfung unterschiedlicher Betrachtungsebenen und verschiedener Quellengattungen.“ Gerd Habermann lobt in der NZZ Plickerts Monografie als klassische Darstellung der Geschichte des Neoliberalismus im 20. Jahrhundert. Ein Glücksfall sei, dass der Autor „nicht nur deskriptiver Historiker, sondern ebenfalls ‚neoliberal‘ geschulter Ökonom“ sei.
Der Historiker Matthias Schmelzer bezeichnete die Arbeit hingegen als ein „interessantes Beispiel“ dafür, wie die Mont Pèlerin Society agiere. So sei Plickerts Arbeit zwar „von neoliberalen Autoren als grundlegende und wichtigste Veröffentlichung zu diesem Netzwerk angepriesen“ worden. Doch sei sie tatsächlich „keine wertneutrale Analyse“, sondern vielmehr eine „unkritische“ und hinter den Forschungsstand zurückfallende „naive Darstellung“, die bereits vorliegende Forschungsarbeiten zur Gesellschaft pauschal als links und voreingenommen zurückweise. Dazu verweist er darauf, dass Plickert selbst „Teil des MPS-Netzwerkes“ sei, wie auch sein Doktorvater Joachim Starbatty und Zweitkorrektor Josef Molsberger Verbindungen zu der Mont Pèlerin Society hätten als auch zur Aktionsgemeinschaft Soziale Marktwirtschaft, die Plickerts Arbeit letztendlich publiziert habe.

### Buch „Merkel: Eine kritische Bilanz“ (2017/2021)
Autoren und Inhalt
Im Juni 2017 veröffentlichte Plickert im FinanzBuch Verlag den Sammelband Merkel: Eine kritische Bilanz mit Beiträgen von 22 Professoren und Publizisten, darunter Norbert Bolz, Werner J. Patzelt, Wolfgang Ockenfels, Ralf Georg Reuth, Birgit Kelle, Daniel Koerfer, Dominik Geppert, David Marsh, Henning Klodt, Stefan Kooths, Justus Haucap, Roland Tichy, Cora Stephan, Thilo Sarrazin, Michael Wolffsohn, Rafael Seligmann, Necla Kelek, Anthony Glees, Boris Kálnoky, Andreas Unterberger, Christopher Caldwell und Erich Vad.
Das Buch setzt sich vor allem mit der Politik von Bundeskanzlerin Angela Merkel in der Flüchtlingskrise, ihrer Wirtschafts-, Europa- und der Energiepolitik und der These einer „Linksverschiebung“ der Union auseinander, deckt aber auch internationale Aspekte ab. Es stand vierzehn Wochen auf der Spiegel-Bestsellerliste.
Rezeption
Susanne Gaschke schrieb in der Welt, die „rebellische Pose“ der Autoren sei mitunter „schwer erträglich“, aber der Sammelband liefere „durchaus interessante Beiträge“. Im Kulturradio des Rundfunk Berlin-Brandenburg (rbb) lobte Eckhard Stuff: „Philip Plickert ist es gelungen, sachkundige Kritiker der Merkelschen Politik zu versammeln. … sehr lesenswert.“ Die taz schrieb dagegen: „Doch so, wie die Sache hier verhandelt wird, kann von Abwägungen, gar von tatsächlicher Erörterung oder von Erkenntnisgewinn nicht die Rede sein.“ In der Allgemeinen Zeitung (Mainz) urteilte Jonas Hermann: „Im Vergleich zur oft windschwachen Merkel-Kritik ist Plickerts Buch ein Tornado, der Muttis Garten verwüstet und Merkel-Allergikern Schub für die nächsten Diskussionsrunden geben dürfte“. Die Zeitung Luxemburger Wort fand das Buch „munter. Es setzt einen Kontrapunkt zu dem Dauerlob, das Merkel vor allem aus der internationalen Presse erfährt“. In der Rheinischen Post bezeichnete Robert Michels das Buch als „starker Tobak“ und „sehr lesenswert“. Die Nordwest-Zeitung (Oldenburg) schrieb, es würden „Merkel-Mythen gründlich zertrümmert“. Kritisch schrieb das Oberbayerische Volksblatt, es sei „ein Scharfmacher-Buch mit einer klaren Agenda. Sie heißt: Merkel muss weg“. Dagegen lobte in der NZZ der Leiter des Auslandsressorts Peter Rásonyi, es würden „viele Widersprüche und Schwächen (Merkels) aufgedeckt“ und das Buch sei „sehr lesenswert“.
Im Sommer 2021 erschien eine aktualisierte und erweiterte Neuauflage „Merkel: Die kritische Bilanz nach 16 Jahren Kanzlerschaft“, für die der NZZ-Journalist Alexander Kissler und Joachim Steinhöfel zusätzliche Kapital geschrieben hatten.
Im Februar 2022 hat der Verlag MCC Press eine ungarische Übersetzung herausgebracht und in Budapest vorgestellt.

### Weitere Schriften
- Bedrohte Meinungsfreiheit. In: Orientierungen zur Wirtschafts- und Gesellschaftspolitik. (Zeitschrift der Ludwig-Erhard-Stiftung), Juni 2015, S. 81–92.
- Der Neoliberalismus zwischen Laissez-faire und starkem Staat. In: Wolfgang Kersting (Hrsg.): Freiheit und Gerechtigkeit. Die moralischen Grundlagen der Sozialen Marktwirtschaft. Peter Lang Verlag, Frankfurt 2010, S. 27–42.
- Der starke Staat als Ideal und Illusion. Ordnungspolitik nach der Finanzkrise. In: Christian Sebastian Moser (Hrsg.): Konservative Korrekturen.  Edition Noir, Wien 2011, S. 79–149.
- Die offene Wissenschaft und ihre Feinde, in: Hardy Bouillon, Carlos Gebauer (Hg.): Freiheit in Geschichte und Gegenwart, Festschrift für Gerd Habermann. Olzog edition/Lau Verlag, Reinbek 2020, S. 351–373.
- Die unvorbereitete Wiedervereinigung. In: Orientierungen zur Wirtschafts- und Gesellschaftspolitik. (Zeitschrift der Ludwig-Erhard-Stiftung), März 2008, S. 31–37.
- Die VWL auf Sinnsuche. Ein Buch für zweifelnde Studenten und kritische Professoren. Frankfurter Allgemeine Buch, Frankfurt 2016, ISBN 978-3-95601-172-6.
- National-Sozialismus: Ein toxischer Cocktail. In: Dieter Stein (Hrsg.): Festschrift für Karlheinz Weißmann zum sechzigsten Geburtstag. JF Edition, Berlin 2019, S. 181–190.
- The Battle of Ideas: Neoliberal Economics and Politics in the 20th Century. In: Robert Leeson (Hrsg.): Hayek: A Collaborative Biography.  Palgrave Macmillan, London 2015, S. 73–151.
- „Wohlstand für alle“ – wer finanziert das? Markt, Staat und christliche Grundlagen in der Sozialen Marktwirtschaft, in: Bettina Rausch, Simon Varga (Hg.): Christlich-soziale Signaturen. Grundlagen einer politischen Debatte, Edition Noir, Wien 2020, S. 95–126.
- Zweierlei Aufklärung. Konsequenzen für Europa. In: Gerhard Schwarz und Michael Wohlgemuth (Hrsg.): Das Ringen um die Freiheit: ‚Die Verfassung der Freiheit‘ nach 50 Jahren. NZZ Verlag, Zürich 2011, S. 159–175.

## Auszeichnungen
- Ludwig-Erhard-Preis für Wirtschaftspublizistik (2009)
- Friedwart Bruckhaus-Förderpreis der Hanns Martin Schleyer-Stiftung (2010)